# Institutul Național de Autovehicule Rutiere
Institutul Național de Autovehicule Rutiere (INAR) Brașov este un institut de cercetare și dezvoltare în știinte fizice și naturale din România.
Pe vremuri, cercetătorii INAR proiectau camioanele de la Roman Brașov.
În februarie 2010, institutul mai avea 30 de angajați.